# FIFA Football 2005
FIFA Football 2005 is een voetbalsimulatiespel, ontwikkeld door EA Sports. Het spel is o.a uitgebracht voor Windows, PlayStation, PlayStation 2 en de GameCube. FIFA Football 2005 is een maand eerder uitgekomen dan verwacht en had daarom een voorsprong op concurrenten Pro Evolution Soccer 4 en FIFA Street. Een nieuwe toevoeging in het spel is de Mexicaanse competitie. Ook zijn de geluiden uit het publiek veranderd.

## Muziek
In FIFA Football 2005 zijn de volgende nummers te horen:
- Air - Surfing on a rocket
- Brothers - Dieci Cento Mille
- Debi Nova - One Rhythm (Da yard rhythm mix)
- Emma Warren - She wants you back
- Faithless - No roots
- Ferry Corsten - Rock your body, rock
- Flogging Molly - To Youth (My sweet roisin duhb)
- Franz Ferdinand - Tell her tonight
- Future Funk Squad - Sorcerary
- Gusanito - Vive la vida
- Head Automatica - Brooklyn is burning
- Inverga + Num kebra - Eu perdi voce
- Ivete Sangalo - Sorte grande

- INXS - What you need (Coldcut Force Mix 13 Edit)
- Jose - A necessadade
- Los Amigos Invisibles - Esto es lo que hay (Reggaeton remix)
- Mala Rodriquez - Jugadoras, jugadores
- Mañana - Miss Evening
- Marcelo D2 - Profissão MC
- Miss J - Follow me
- Morrissey - Irish blood, english heart
- Nachlader - An die wand
- New Order - Blue Monday
- Clorofila of Nortec Collective - Almada
- Oomph! - Augen auf!
- Paul Oakenfold - EA Sports football theme

- Sandro Bit - Ciao Sono io
- Sarah McLachlan - World on fire (Junkie XL remix)
- Scissor Sisters - Take your mama
- Seeed - Release
- Sneak Attack Tigers - The end of all good
- Sober - Cientos de Preguntas
- Soul'dOut - 1,000,000 monsters attack
- The Sounds - Seven days a week
- The Soundtrack of our lives - Karmageddon
- The Streets - Fit but you know it
- Wayne Marshall - Hot in the club
- Zion y Lennox - Ahora

## Ontvangst
| Beoordeeld door                  | Platform         | Datum            | Score |
| -------------------------------- | ---------------- | ---------------- | ----- |
| Lawrence                         | PlayStation 2    | 21 oktober 2004  | 91%   |
| AceGamez                         | N-Gage           | februari 2005    | 90%   |
| GameSpot                         | Windows          | 29 oktober 2004  | 89%   |
| IGN                              | PlayStation 2    | 8 oktober 2004   | 86%   |
| IGN                              | GameCube         | 8 oktober 2004   | 86%   |
| PGNx Media                       | N-Gage           | 29 november 2004 | 83%   |
| 4Players.de                      | GameCube         | 14 oktober 2004  | 82%   |
| Game Informer Magazine           | GameCube         | november 2004    | 78%   |
| Digital Entertainment News (den) | GameCube         | 1 december 2004  | 75%   |
| Jeuxvideo.com                    | Game Boy Advance | 13 oktober 2004  | 70%   |